# Prinsbisdom Worms
Worms was een tot de Boven-Rijnse Kreits behorend bisdom binnen het Heilige Roomse Rijk.
Misschien sinds 346, maar zeker sinds 614 is er een bisschopszetel te Worms. In de achtste eeuw wordt het bisdom bij de kerkprovincie Mainz gevoegd. De graven van Saarbrücken zijn tot 1156 voogd over het bisdom, daarna de paltsgraven. Het lukte de bisschop maar een klein gebied als prinsbisdom te verwerven, waarvan de residentie te Ladenburg werd gevestigd. Na 1648 was het prinsbisdom meestal in personele unie verbonden met het keurvorstendom Mainz of het keurvorstendom Trier.
In 1797 lijfde Frankrijk het op de linker Rijnoever gelegen deel van het prinsbisdom in.
De Reichsdeputationshauptschluss van 25 februari 1803 deelde het restant in paragraaf 7 toe aan het landgraafschap Hessen-Darmstadt. Na de val van Napoleon wijst het Congres van Wenen in 1815 de gebieden van het voormalige prinsbisdom op de linker Rijnoever toe aan het groothertogdom Hessen-Darmstadt en het koninkrijk Beieren.

## Regenten
- 614-    : Berthulfus
- 627-	   : Amandus
- 770- 803: Erembert
- 803- 823: Bernhar
- 823- 841: Volkwin
- 841- 859: Samuel
- 859- 872: Gunzo
- 873- 890: Adelhelm
- 890- 914: Dietlach
- 914- 950: Richgowo van Worms
- 950- 978: Hanno
- 978- 998: Hildebold
- 998- 999: Franco
- 999- 999: Erfo (4 dagen)
- 999- 999: Rafzo (14 dagen)
- 1000-1025: Burchard
- 1025-1044: Azzecho
- 1044-1044: Adalgar
- 1044-1065: Arnold I/Arnulf
- 1065-1070: Adalbero
- 1070-1107: Adalbert
- 1077- ?  : Winthar van Saarbrücken
- 1090-1105: Eppo
- 1099-1101: Kuno
- 1110-1125: Arnold II
- 1120-1149: Burchard II/Bucco van Ahorn
- 1150-1171: Koenraad I van Steinach
- 1171-1192: Koenraad II van Sternberg
- 1192-1195: Hendrik I
- 1196-1217: Ludpold I van Schönfeld (1199: abt van Lorsch; 1200-1208: keurvorst van Mainz)
- 1217-1234: Hendrik II van Saarbrücken
- 1234-1247: Landolf van (Lautern-)Hoheneck
- 1247-1247: Koenraad III van Türkheim
- 1247-1257: Richard van Daun
- 1257-1277: Eberhard I, Raugraaf
- 1277-1283: Frederik, Wildgraaf
- 1283-1291: Simon van Schöneck
- 1291-1293: Eberhard II van Stralenberg
- 1294-1299: Emich, Wildgraaf
- 1300-1308: Everwijn van Kronberg
- 1308-1308: Boudewijn van Luxemburg (administrator, 1307-1354: keurvorst van Trier)
- 1308-1318: Emrich van Schönecken
- 1318-1319: Hendrik III van Daun
- 1319-1329: Koenraad IV van Schönecken
- 1329-1332: Gerlach van Erbach
- 1332-1359: Salman Waldbott, genoemd Clemann
- 1359-1365: Dirk Beyer van Boppard (1365-1384: bisschop van Metz)
- 1365-1370: Jan I van Schadland (1363-1365: bisschop van Hildesheim; 1371-1373: bisschop van Augsburg)
- 1370-1405: Ekhard van Dersch
- 1405-1410: Matthias (van Krakau)
- 1410-1426: Jan II van Fleckenstein
- 1426-1427; Eberhard III van Sternberg
- 1427-1445: Frederik II van Domneck
- 1445-1445: Lodewijk van Ast (40 dagen; doet afstand)
- 1445-1482: Reinhard I van Sickingen
- 1482-1503: Jan III van Dalberg
- 1503-1523: Reinhard II (Pfan) van Rüppur (1522 afgezet)
- 1523-1552: Hendrik IV van de Palts (1541-1551: bisschop van Freising; 1521-15552: proost van Ellwangen; 1524-1528: bisschop van Utrecht)
- 1552-1580: Dirk II van Bettendorf
- 1580-1595: Georg van Schönburg
- 1595-1604: Philips I van Rotenstein
- 1604-1604: Philips II Kratz van Scharffenstein
- 1604-1616: Willem van Effern
- 1616-1629: Georg Frederik van Greiffenclau (1626-1629: keurvorst van Mainz)
- 1629-1652: Georg Anton van Rotenstein
- 1654-1663: Hugo Eberhard Kratz van Scharffenstein
- 1663-1673: Johan Philips van Schönborn (1642-1673: bisschop van Würzburg; 1647-1673: keurvorst van Mainz)
- 1673-1675: Lotharius Frederik van Metternich (1673: keurvorst van Mainz; 1652: bisschop van Spiers)
- 1675-1678: Damian Harthart von der Leyen (1675: keurvorst van Mainz)
- 1679-1679: Karel Hendrik van Metternich (1679: keurvorst van Mainz)
- 1679-1683: Frans Emich van Waldbott-Bassenheim
- 1683-1691: Johan Karel van Frankenstein
- 1691-1694: Lodewijk Anton van Palts-Neuburg (1685: Deutschmeister; 1698: proost van Ellwangen)
- 1694-1732: Frans Lodewijk van Palts-Neuburg (1694: Deutschmeister en proost van Ellwangen; 1716-1729: keurvorst van Trier;

1729: keurvorst van Mainz; 1683: bisschop van Breslau)
- 1732-1756: Frans Georg van Schönborn (1729: keurvorst van Trier; 1732: proost van Ellwangen)
- 1756-1763: Johan Fredrik Karel van Ostein (1743: keurvorst van Mainz)
- 1763-1768: Johan Philips van Walderdorf (1756: keurvorst van Trier)
- 1768-1774: Emmerich Jozef van Breidbach van Bürresheim (1763: keurvorst van Mainz)
- 1774-1802: Fredrik Karel Jozef van Erthal (1774: keurvorst van Mainz)
- 1802-1803: Karel van Dalberg (1800-1802: bisschop van Konstanz; 1802-1803: keurvorst van Mainz; 1804-1817: aartsbisschop van Regensburg)

- Gemeinsame Normdatei: 119843788X
- Virtual International Authority File: 3272157282926603640003